# Sport in 2013
Dit artikel is een samenvatting van de belangrijkste sportfeiten uit het jaar 2013.

## Atletiek
- Wereldkampioenschappen atletiek in Moskou

## Autosport

### Formule 1
| - Grand Prix van Australië, Stratencircuit Melbourne: Kimi Räikkönen - Grand Prix van Maleisië, Sepang: Sebastian Vettel - Grand Prix van China, Shanghai: Fernando Alonso - Grand Prix van Bahrein, Sakhir: Sebastian Vettel - Grand Prix van Spanje, Barcelona: Fernando Alonso - Grand Prix van Monaco, Stratencircuit Monte Carlo: Nico Rosberg - Grand Prix van Canada, Montreal: Sebastian Vettel - Grand Prix van Groot-Brittannië, Silverstone: Nico Rosberg - Grand Prix van Duitsland, Nürburgring: Sebastian Vettel - Grand Prix van Hongarije, Hungaroring: Lewis Hamilton - Grand Prix van België, Spa-Francorchamps: Sebastian Vettel - Grand Prix van Italië, Monza: Sebastian Vettel - Grand Prix van Singapore, Singapore: Sebastian Vettel - Grand Prix van Korea, Jeollanam-do: Sebastian Vettel - Grand Prix van Japan, Suzuka: Sebastian Vettel - Grand Prix van India, Greater Noida: Sebastian Vettel - Grand Prix van Abu Dhabi, Yas Marina Circuit: Sebastian Vettel - Grand Prix van de Verenigde Staten, Travis County, Texas: Sebastian Vettel - Grand Prix van Brazilië, São Paulo: Sebastian Vettel |

- Wereldkampioen Coureurs:  Sebastian Vettel
- Wereldkampioen Constructeurs:  Infiniti Red Bull Racing Renault

### Overige
- Dakar-rally
  - Auto:  Stéphane Peterhansel,  Jean-Paul Cottret, Mini
  - Vrachauto:  Eduard Nikolaev,  Sergey Savostin,  Vladimir Rybakov, Kamaz
- DTM seizoen:  Mike Rockenfeller
- GP2-seizoen:  Fabio Leimer
- GP3-seizoen:  Daniil Kvjat
- ADAC Formel Masters:  Alessio Picariello
- Europees kampioenschap Formule 3:  Raffaele Marciello
- Masters of Formula 3:  Felix Rosenqvist
- Indy Lights Series:  Sage Karam
- IndyCar Series:  Scott Dixon
- Wereldkampioenschap Rally:  Sébastien Ogier
- WTCC-seizoen:  Yvan Muller
- Formule Renault 3.5 Series:  Kevin Magnussen

## Badminton
België
Nationale competitieSaive
Nederland
EredivisieBC Amersfoort
Carlton GT CupBC Amersfoort
Belgisch kampioenschap
- Mannen enkel: Yuhan Tan
- Vrouwen enkel: Lianne Tan
- Mannen dubbel: Matijs Dierickx / Freek Golinski
- Vrouwen dubbel: Janne Elst / Jelske Snoeck
- Gemengd dubbel: Freek Golinsk / Janne Elst

Nederlands kampioenschap
- Mannen enkel: Eric Pang
- Vrouwen enkel: Yao Jie
- Mannen dubbel: Ruud Bosch / Koen Ridder
- Vrouwen dubbel: Samantha Barning / Eefje Muskens
- Gemengd dubbel: Ruud Bosch / Selena Piek

Europe Badminton Circuit
- Mannen enkel:  Flemming Quach
- Vrouwen enkel:  Beatriz Corrales
- Mannen dubbel:  Jacco Arends / Jelle Maas
- Vrouwen dubbel:  Irina Chlebko / Xenija Olegowna Polikarpowa
- Gemengd dubbel:  Marcus Ellis / Gabrielle Adcock

Europe Cup Primorye Vladivostok
BWF Super Series
- Mannen enkel:  Lee Chong Wei
- Vrouwen enkel:  Wang Shixian
- Mannen dubbel:  Mohammad Ahsan / Hendra Setiawan
- Vrouwen dubbel:  Misaki Matsutomo / Ayaka Takahashi
- Gemengd dubbel:  Zhang Nan / Zhao Yunlei

Europees kampioenschap gemengde teams Duitsland
Wereldkampioenschap
- Mannen enkel:  Lin Dan
- Vrouwen enkel:  Ratchanok Inthanon
- Mannen dubbel:  Hendra Setiawan / Mohammad Ahsan
- Vrouwen dubbel:  Wang Xiaoli / Yu Yang
- Gemengd dubbel:  Tantowi Ahmad / Liliyana Natsir

Sudirman Cup China

## Basketbal
- Nederlands kampioen - Zorg en Zekerheid Leiden
- Belgisch kampioen - Telenet Oostende
- Europees kampioenschap mannen -
- Europees kampioenschap vrouwen -  Spanje

## Darts
- World Darts Championship 2013 (PDC) - Phil Taylor (Engeland)
- World Professional Darts Championship 2013 (BDO) (mannen) - Scott Waites (Engeland)
- World Professional Darts Championship 2013 (BDO) (vrouwen) - Anastasia Dobromyslova (Rusland)

## Handbal
- Wereldkampioenschap mannen

 Spanje
- Wereldkampioenschap vrouwen

 Brazilië

## Hockey
- World Hockey Player of the Year

Mannen:  Tobias Hauke
Vrouwen:  Luciana Aymar

## Honkbal
Major League Baseball
- American League

Boston Red Sox
- National League

St. Louis Cardinals
- World Series

Boston Red Sox

## Judo
Nederlandse kampioenschappen
Mannen
- –  60 kg:  Jamie Werink
- –  66 kg:  Wytze de Jong
- –  73 kg:  Sam van 't Westende
- –  81 kg:  Neal van de Kamer
- –  90 kg:  Noël van 't End
- –100 kg:  Berend Roorda
- +100 kg:  Tobias Mol

Vrouwen
- –48 kg:  Mandy Tjokroatmo
- –52 kg:  Birgit Ente
- –57 kg:  Elea De Gansova
- –63 kg:  Jennifer Wichers
- –70 kg:  Esther Stam
- –78 kg:  Guusje Steenhuis
- +78 kg:  Lena Buseman

## Korfbal
- Nederlands zaalkampioen - Fortuna
- Belgisch zaalkampioen - Koninklijke Boeckenberg KC

## Motorsport
- Wereldkampioen MotoGP -

### Motorcross
Wereldkampioenschap motorcross
MX1
- Coureur:  Antonio Cairoli
- Constructeur:  KTM

MX2
- Coureur:  Jeffrey Herlings
- Constructeur:  KTM

MX3
- Coureur:  Klemen Gerčar
- Constructeur:  Honda

Motorcross der Naties
- Land + coureurs:  België (Ken De Dycker, Jeremy Van Horebeek, Clément Desalle)

## Rugby
- Zeslandentoernooi -  Wales

## Schaatsen

### Langebaanschaatsen
NK allround
- Mannen: Sven Kramer
- Vrouwen: Jorien ter Mors

BK allround
- Mannen kleine vierkamp: Bart Swings
- Vrouwen kleine vierkamp: Jelena Peeters

EK allround
- Mannen:  Sven Kramer
- Vrouwen :  Ireen Wüst

WK allround
- Mannen:  Sven Kramer
- Vrouwen:  Ireen Wüst

NK sprint
- Mannen: Stefan Groothuis
- Vrouwen: Marrit Leenstra

WK sprint
- Mannen:  Michel Mulder
- Vrouwen:  Heather Richardson

NK afstanden
- Mannen 500 m: Michel Mulder
- Vrouwen 500 m: Thijsje Oenema
- Mannen 1000 m: Kjeld Nuis
- Vrouwen 1000 m: Marrit Leenstra
- Mannen 1500 m: Kjeld Nuis
- Vrouwen 1500 m: Ireen Wüst
- Mannen 5000 m: Sven Kramer
- Vrouwen 3000 m: Diane Valkenburg
- Mannen 10.000 m: Jorrit Bergsma
- Vrouwen 5000 m: Marije Joling

WK afstanden
- Mannen 500m:  Mo Tae-bum
- Vrouwen 500m:  Lee Sang-hwa
- Mannen 1000m:  Denis Koezin
- Vrouwen 1000m:  Olga Fatkoelina
- Mannen 1500m:  Denis Joeskov
- Vrouwen 1500m:  Ireen Wüst
- Mannen 5000m:  Sven Kramer
- Vrouwen 3000m:  Ireen Wüst
- Mannen 10.000m:  Jorrit Bergsma
- Vrouwen 5000m:  Martina Sáblíková
- Mannen Ploegenachtervolging:  Jan Blokhuijsen, Sven Kramer, Koen Verweij
- Vrouwen Ploegenachtervolging:  Diane Valkenburg, Marrit Leenstra, Ireen Wüst

Wereldbeker
- Mannen 500 m:  Jan Smeekens
- Vrouwen 500 m:  Lee Sang-hwa
- Mannen 1000 m:  Kjeld Nuis
- Vrouwen 1000 m:  Heather Richardson
- Mannen 1500 m:  Zbigniew Bródka
- Vrouwen 1500 m:  Marrit Leenstra
- Mannen 5 - 10 km:  Jorrit Bergsma
- Vrouwen 3 - 5 km:  Martina Sáblíková
- Mannen massastart:  Arjan Stroetinga
- Vrouwen massastart:  Kim Bo-reum
- Mannen achtervolging:  Nederland
- Vrouwen achtervolging:  Nederland
- Mannen Grand World Cup:  Jorrit Bergsma
- Vrouwen Grand World Cup:  Ireen Wüst

### Marathonschaatsen
Marathon KNSB-Cup
- Mannen: Christijn Groeneveld
- Vrouwen: Mariska Huisman

NK Marathonschaatsen op natuurijs
- Mannen: Christijn Groeneveld
- Vrouwen: Mariska Huisman

NK Marathonschaatsen op kunstijs
- Mannen: Ingmar Berga
- Vrouwen: Rixt Meijer

### Shorttrack
NK Shorttrack
- Mannen: Niels Kerstholt
- Vrouwen: Jorien ter Mors

EK shorttrack
- Mannen:  Freek van der Wart
- Aflossing:  Jevgeni Kozoelin, Viktor An, Semjon Jelistratov, Vladimir Grigorev
- Vrouwen:  Arianna Fontana
- Aflossing:  Lara van Ruijven, Sanne van Kerkhof, Jorien ter Mors, Yara van Kerkhof

WK Shorttrack
- Mannen:  Sin Da-woon
- Aflossing:  Charle Cournoyer, Michael Gilday, Charles Hamelin, Olivier Jean
- Vrouwen:  Wang Meng
- Aflossing:  Fan Kexin, Liu Qiuhong, Wang Meng, Zhou Yang

Wereldbeker shorttrack
- Mannen 500 m:  Charles Hamelin
- Mannen 1000 m:  Kwak Yoon-gy
- Mannen 1500 m:  Noh Jin-kyu
- Mannen estafette:  Zuid-Korea
- Vrouwen 500 m:  Wang Meng
- Vrouwen 1000 m:  Elise Christie
- Vrouwen 1500 m:  Shim Suk-hee
- Vrouwen estafette:  China

### Alternatieve Elfstedentocht
Alternatieve Elfstedentocht Weissensee
- Mannen:  Simon Schouten
- Vrouwen:  Erna Last-Kijk in de Vegte

Finland Ice Marathon
- Mannen:  Hotze Zandstra
- Vrouwen:  Susanna Ylinen

### Kunstschaatsen
NK kunstschaatsen
- Mannen: Florian Gostelie
- Vrouwen: Michelle Couwenberg

EK kunstschaatsen
- Mannen:  Javier Fernández López
- Vrouwen:  Carolina Kostner
- Paren:  Tatjana Volosozjar / Maksim Trankov
- IJsdansen:  Jekaterina Bobrova / Dmitri Solovjov

WK kunstschaatsen
- Mannen:  Patrick Chan
- Vrouwen:  Kim Yuna
- Paren:  Tatjana Volosozjar / Maksim Trankov
- IJsdansen:  Meryl Davis / Charlie White

## Snooker
- World Championship, Crucible Theatre, Sheffield:  Ronnie O'Sullivan
- World Ranking-toernooien:
  - Grand Prix:  Mark Allen
  - Welsh Open:  Stephen Maguire
  - China Open:  Neil Robertson
- Masters:  Mark Selby
- UK Championship:  Mark Selby

## Tennis
- ATP-seizoen 2013
- WTA-seizoen 2013
- Australian Open
  - Mannenenkel -  Novak Đoković
  - Vrouwenenkel -  Viktoryja Azarenka
- Roland Garros
  - Mannenenkel -  Rafael Nadal
  - Vrouwenenkel -  Serena Williams
- Wimbledon
  - Mannenenkel -  Andy Murray
  - Vrouwenenkel -  Marion Bartoli
- US Open
  - Mannenenkel -  Rafael Nadal
  - Vrouwenenkel -  Serena Williams
- Davis Cup -  Tsjechië
- Fed Cup -  Italië

## Voetbal
- UEFA Champions League -  FC Bayern München
- UEFA Europa League -  Chelsea FC
- Europese Supercup -  FC Bayern München
- Wereldkampioenschap voetbal voor clubs -  FC Bayern München
- EK vrouwen -  Duitsland

### Nationale kampioenschappen
- België
  - Jupiler League - RSC Anderlecht
  - Beker van België - KRC Genk
  - Gouden Schoen - Thorgan Hazard
- Engeland
  - Premiership - Manchester United
  - League Cup - Swansea City AFC
  - FA Cup - Wigan Athletic FC
- Frankrijk
  - Ligue 1 - Paris Saint-Germain
  - Coupe de France - Girondins de Bordeaux
  - Coupe de la Ligue - AS Saint-Étienne
- Duitsland
  - Bundesliga - Bayern München
  - DFB-Pokal - Bayern München
- Italië
  - Serie A - Juventus FC
  - Coppa Italia - SS Lazio
- Nederland
  - Eredivisie: AFC Ajax
  - Eerste divisie: SC Cambuur
  - KNVB beker: AZ
  - Johan Cruijff Schaal: AFC Ajax
- Spanje
  - Primera División - FC Barcelona
  - Copa del Rey - Atlético Madrid
- Japan
  - J-League
  - J-League Cup
- Rusland
  - Premjer-Liga - FK CSKA Moskou
  - Beker van Rusland - FK CSKA Moskou

### Prijzen
- FIFA Ballon d'Or:  Cristiano Ronaldo
- Belgische Gouden Schoen - Thorgan Hazard
- Nederlandse Gouden Schoen -  Wilfried Bony

## Wielersport
- Giro d'Italia
  - Algemeen klassement:  Vincenzo Nibali
  - Puntenklassement:  Mark Cavendish
  - Bergklassement:  Stefano Pirazzi
  - Jongerenklassement:  Carlos Betancur
  - Team:  Sky ProCycling
- Tour de France
  - Gele trui (winnaar):  Chris Froome

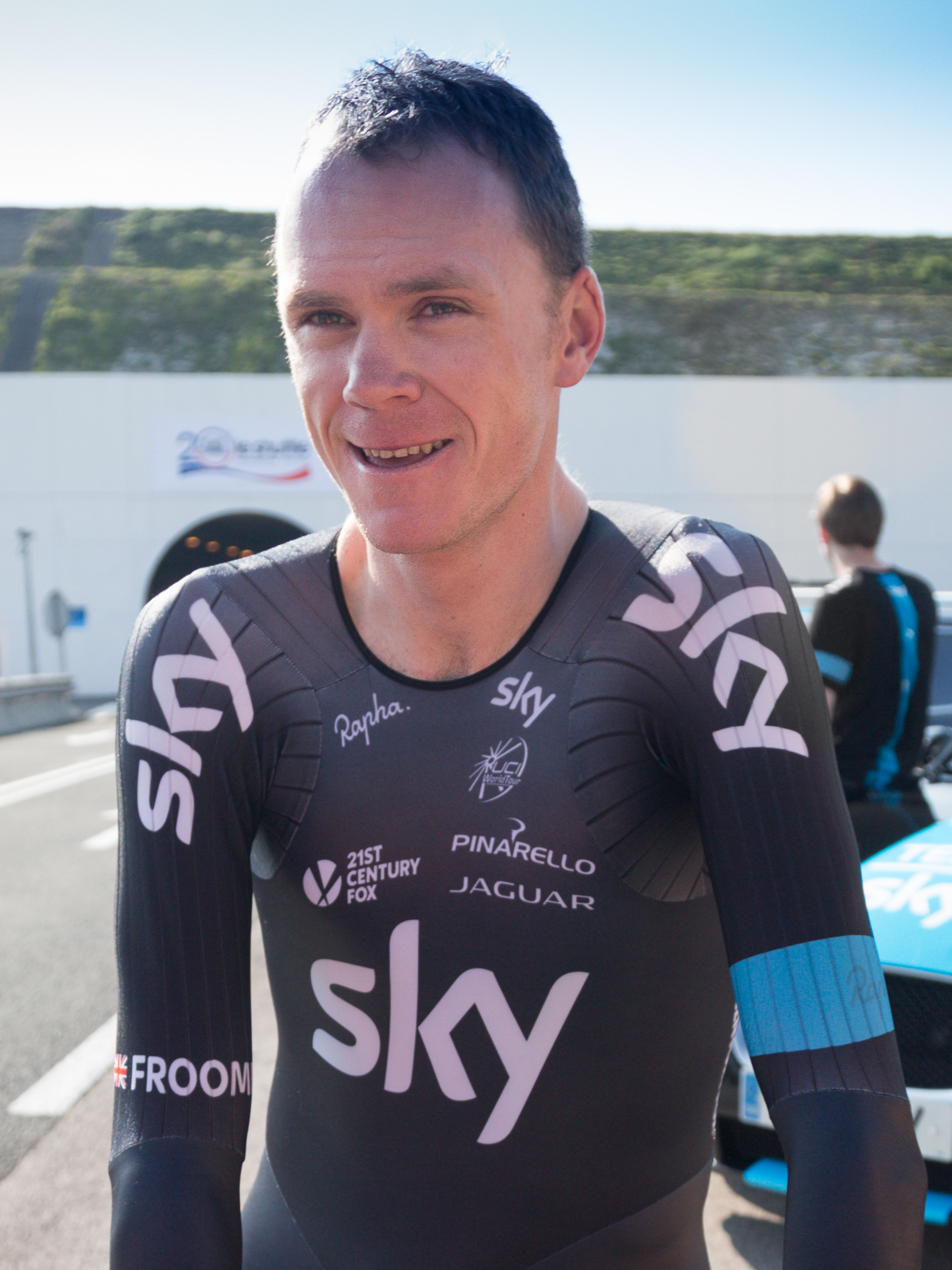
Chris Froome, winnaar van de Ronde van Frankrijk 2013.

  - Bolletjestrui Bergkoning:  Nairo Quintana
  - Groene trui Punten:  Peter Sagan
  - Witte trui jongerenklassement:  Nairo Quintana
  - Team:  Team Saxo-Tinkoff
- Vuelta a España
  - Algemeen klassement:  Chris Horner
  - Puntenklassement:  Alejandro Valverde
  - Bergklassement:  Nicolas Edet
  - Combinatieklassement:  Chris Horner
  - Team:  Euskaltel-Euskadi
- Wielerklassiekers
  - Milaan-Sanremo -  Gerald Ciolek
  - Ronde van Vlaanderen -  Fabian Cancellara
  - Parijs-Roubaix -  Fabian Cancellara
  - Amstel Gold Race -  Roman Kreuziger
  - Luik-Bastenaken-Luik -  Daniel Martin
  - Ronde van Lombardije -  Joaquim Rodríguez
- Wereldkampioenschap wielrennen
  - Wegwedstrijd:  Rui Costa
  - Tijdrijden:  Tony Martin
  - Ploegentijdrit:  Omega Pharma-Quick-Step
  - Wegwedstrijd beloften:  Matej Mohoric
  - Tijdrijden beloften:  Damien Howson
  - Wegwedstrijd vrouwen:  Marianne Vos
  - Tijdrijden vrouwen:  Ellen van Dijk
  - Ploegentijdrit vrouwen: Team Specialized-lululemon (met Ellen van Dijk)
- Wereldkampioenschappen baanwielrennen
  - Sprint mannen:  Stefan Bötticher
  - Sprint vrouwen:  Rebecca James
  - 1 km tijdrit mannen:  François Pervis
  - 500 m tijdrit vrouwen:  Lee Wai Sze
  - Achtervolging mannen:  Michael Hepburn
  - Achtervolging vrouwen:  Sarah Hammer
  - Ploegenachtervolging mannen:  Glenn O'Shea, Alexander Edmondson, Michael Hepburn, Alexander Morgan
  - Ploegenachtervolging vrouwen:  Laura Trott, Danielle King, Elinor Barker
  - Teamsprint mannen:  René Enders, Stefan Bötticher, Maximilian Levy
  - Teamsprint vrouwen:  Kristina Vogel, Miriam Welte
  - Keirin mannen:  Jason Kenny
  - Keirin vrouwen:  Rebecca James
  - Scratch mannen:  Martyn Irvine
  - Scratch vrouwen:  Katarzyna Pawłowska
  - Puntenkoers mannen:  Simon Yates
  - Puntenkoers vrouwen:  Jarmila Machačová
  - Koppelkoers mannen:  Vivien Brisse, Morgan Kneisky
  - Omnium mannen:  Aaron Gate
  - Omnium vrouwen:  Sarah Hammer
- Wereldkampioenschap veldrijden mannen:  Sven Nys
- Wereldkampioenschap veldrijden vrouwen:  Marianne Vos
- UCI World Tour Individueel:  Joaquim Rodriguez
- UCI World Tour Team:  Team Movistar
- Wereldbeker veldrijden 2012-2013:  Niels Albert
- Superprestige veldrijden 2012-2013:  Sven Nys
- GvA Trofee Veldrijden 2012-2013:  Niels Albert

## Zwemmen
- Wereldkampioenschappen zwemmen 2013
- Europese kampioenschappen kortebaanzwemmen 2013

## Sporter van het jaar
- Sportvrouw van het jaar (Nederland) -
- Sportman van het jaar (Nederland) -
- Sportploeg van het jaar (Nederland) -
- Gehandicapte sporter van het jaar (Nederland) -
- Sportvrouw van het jaar (België) - Kirsten Flipkens
- Sportman van het jaar (België) - Frederik Van Lierde
- Sportploeg van het jaar (België) - Rode Duivels

1965 · 1966 · 1967 · 1968 · 1969 · 1970 · 1971 · 1972 ·1973 · 1974 · 1975 · 1976 · 1977 · 1978 · 1979 · 1980 · 1981 · 1982 · 1983 · 1984 · 1985 · 1986 · 1987 · 1988 · 1989 · 1990 · 1991 · 1992 · 1993 · 1994 · 1995 · 1996 · 1997 · 1998 · 1999 · 2000 · 2001 · 2002 · 2003 · 2004 · 2005 · 2006 · 2007 · 2008 · 2009 · 2010 · 2011 · 2012 · 2013 · 2014 · 2015 · 2016 · 2017 · 2018 · 2019 · 2020 · 2021 · 2022 · 2023 · 2024 · 2025